# Blanes Viale
Blanes Viale o Campanero es una localidad uruguaya del departamento de Lavalleja. 

## Ubicación
La localidad se encuentra situada en la zona centro-sur del departamento de Lavalleja, junto al arroyo Campanero Grande, a la altura del Paso de la Arena, 5 km al norte del centro de la ciudad de Minas.

## Población
Según el censo de 2011, la localidad contaba con una población de 104 habitantes.
| 30            | 87 | 129 | 104 |
| (Fuente: INE) |    |     |     |